# Ao – Az utolsó ősember
Az Ao – Az utolsó ősember (eredeti cím: Ao, le dernier Néandertal)  2010-ben bemutatott őstörténeti francia kalandfilm.

## Cselekménye
|  | Alább a cselekmény részletei következnek! |

30 000 évvel ezelőtt, Európa
Ao és Oa elválaszthatatlan neandervölgyi gyerekek. Amikor a klánjuk egy másik klánnal javakat cserél, Aót is odaadják a másik klánnak.
Ao (aki immár felnőtt férfi) megtalálta helyét az új klánban, gyermeke is születik. Hogy húst szerezzenek, egyik társával vadászni mennek. Sikerül egy jegesmedvét leteríteniük, de Ao társát megöli a vadállat. Amikor Ao visszatér a klán barlangjához, egész klánját holtan találja, és őt magát is megtámadja két cro-magnoni ember, de Ao elkergeti őket (azt nem lehet tudni, hogy a klán tagjai mitől haltak meg: az ok lehet ellenséges támadás, betegség vagy a tűz kialvása).
Ao mély gyászban, szomorúan kóborol a végtelen hómezőn. Időnként élénk látomása van, gyerekkori társát, Oát látja és hallja dobolni. Mindig abba az irányba megy, ahol őt látja, így egyre melegebb tájakra jut. Egy vaddisznót üldözve verembe esik, amit festett arcú emberek ástak. Ao a fogságukba esik. A festett arcúak egy terhes nőt és egy férfit is a fogságukban tartanak, akik pedig hozzájuk hasonló fajtájúak. A férfit rituálisan megölik. Ao észreveszi, hogy egy méhkas van a csoport közelében. Kiszabadul a kötelékeiből, leveri a méhkast, ami zűrzavart okoz. Eközben Ao elmenekül és a fogságban tartott nő is megszökik és Aót követi.
Ao egy barlangba húzódik, és a nő is utána megy, de tisztes távolságot tart tőle. A nő nemsokára megszüli gyermekét, egy kislányt. Ao úgy gondolja, hogy a gyermeket ő kapta meghalt kislánya helyett, így őt is Neának nevezi. Egy alkalommal Ao ellopja a gyermeket és elmegy a barlangból. A nő őrjöng, amikor észreveszi a gyerek eltűnését, és Ao nyomába ered.
A festett arcúak a nyomukban vannak, és amikor rajtaütnek a nőn, Ao harcképtelenné teszi a támadókat. Ettől fogva együtt haladnak a nővel, mivel Ao tudja, hogy a gyermeket szoptatni kell (de továbbra is úgy gondolja, hogy a gyermek az övé). Ao egy alkalommal egy kancát csalogat magához, amivel meg tudja szoptatni a gyermeket, mivel Akinak az éhezés miatt nincs teje. Ao és Aki (a festett arcú nő) különböző nyelvet beszélnek, de lassanként tanítgatják és kezdik megérteni egymást.
Hosszú vándorlás után elérnek Ao klánjának eredeti barlangjához, ahol Ao holtan találja Oát. Így ő az utolsó neandervölgyi. Ao és Aki együtt maradnak és közös gyermekük lesz.
|  | Itt a vége a cselekmény részletezésének! |

## Szereposztás
- Simon Paul Sutton : Ao
- Aruna Shields : Aki

## Forgatási helyszínek
- Bulgária – barlang-jelenetek
- Ukrajna
- Camargue, Bouches-du-Rhône, Franciaország  – mocsaras jelenetek
- Vercors-hegység, Franciaország

## Fordítás
- Ez a szócikk részben vagy egészben  az   Ao, le dernier Néandertal című francia Wikipédia-szócikk fordításán alapul.  Az eredeti cikk szerkesztőit annak laptörténete sorolja fel. Ez a jelzés csupán a megfogalmazás eredetét és a szerzői jogokat jelzi, nem szolgál a cikkben szereplő információk forrásmegjelöléseként.